# شيخة معمرة
الشيخة المعمرة  (الاسم العلمي: Senecio sempervivus) ، هو أحد أنواع جنس الشيخة «Senecio».

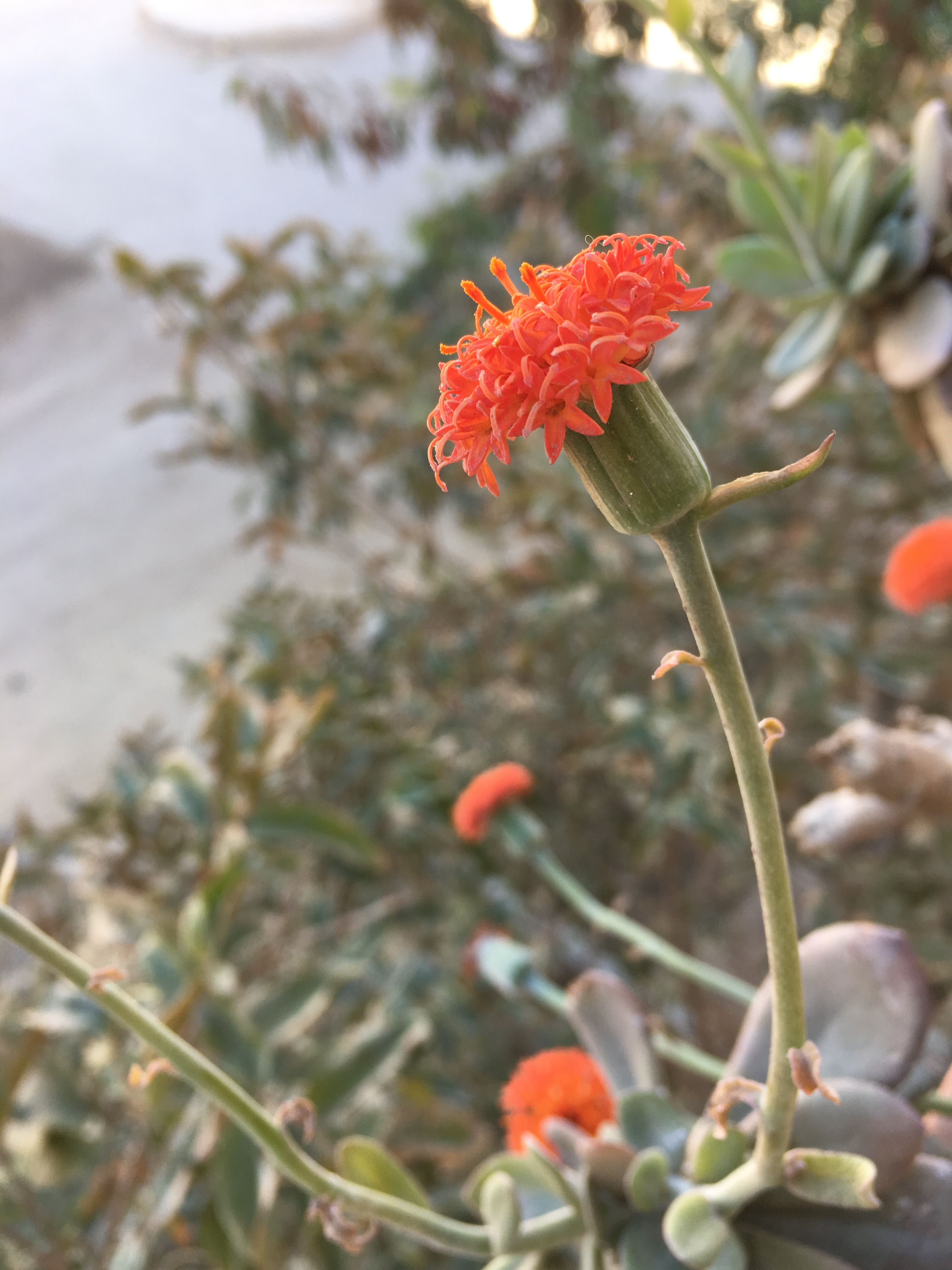
زهرة نبات «Senecio sempervivus»